# 마리언 론

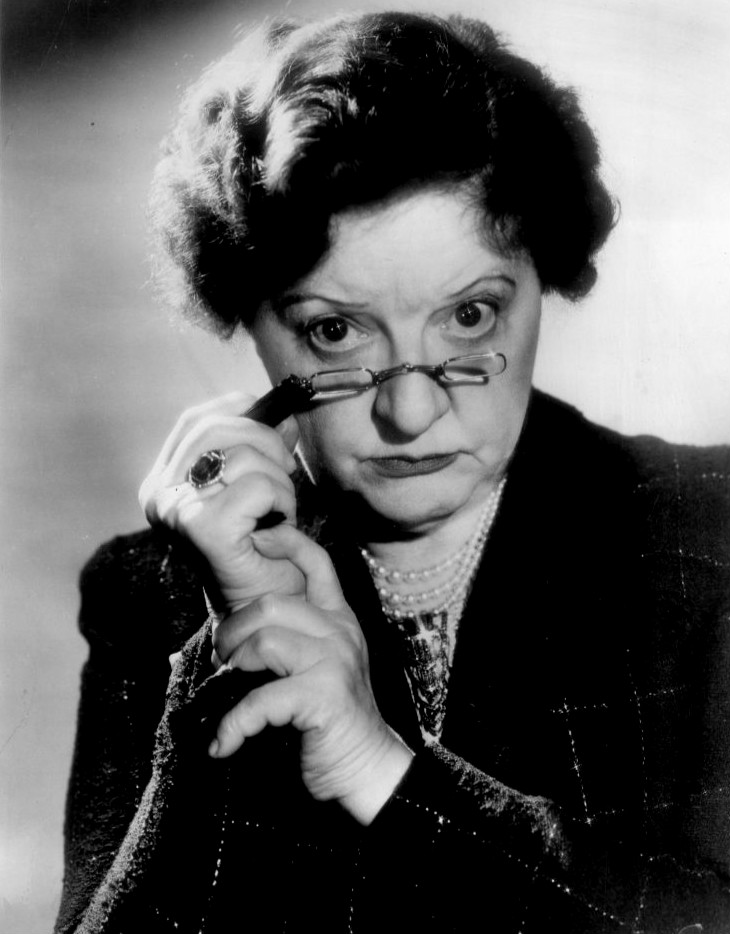

마리언 론(Marion Lorne, 1883년 8월 12일 ~ 1968년 5월 9일)는 미국의 배우, 연극 배우, 텔레비전 배우, 영화배우이다.
뉴욕에서 사망하였다. 사인은 심근 경색이다.

## 영화
- 졸업 (1967년)
- 아내는 요술쟁이 (1964년)
- 열차 안의 낯선 자들 (1951년) - 안소니 부인 역